# Urvanyi járás

Az Urvanyi járás a Kabard- és Balkárföldön

Az Urvanyi járás (oroszul Урванский район, kabard nyelven Iаруан къедзыгъуэ, balkár nyelven Урван район) Oroszország egyik járása a Kabard- és Balkárföldön. Székhelye Nartkala.

## Népesség
- 1989-ben 82 727 lakosa volt.
- 2002-ben 104 126 lakosa volt, melyből 81 926 kabard (78,7%), 11 696 orosz (11,2%), 3 690 török, 2 386 oszét, 1 238 balkár, 630 ukrán, 338 koreai, 165 német, 6 zsidó.
- 2010-ben 71 782 lakosa volt, melyből 57 795 kabard (80,5%), 8 160 orosz (11,4%), 3 685 török (5,1%),

Minden településen a kabardok képezik a lakosság abszolút többségét. Az oroszok főleg a járás székhelyén, Nartkala városban élnek. A legtöbb balkár Urvan falu lakója, míg a többi nemzetiség kisebb településeken él.